# Fluorkyuygenite
La fluorkyuygenite è un minerale appartenente al gruppo della mayenite. È l'analogo della clorkyuygenite con il fluoro in sostituzione del cloro.
Questo minerale è stato scoperto nell'Hatrurim Basin, deserto del Negev in Israele.

## Morfologia
La fluorkyuygenite è stata scoperta sotto forma di cristalli non più grandi di 20 µm.

## Origine e giacitura
La fluorkyuygenite è stata trovata nella roccia metamorfica associata a larnite, shulamitite, spinello ricco di cromo, magnesioferrite, ye'elimite, fluorapatite–fluorellestadite, periclase, brownmillerite, oldhamite, portlandite, ematite, hillebrandite, afwillite, foshagite, ettringite, katoite e hydrocalumite.
Questo minerale si è formato a per alterazione della fluormayenite da parte di vapore acqueo arricchito da altri gas per combustione.